# Sarah Geronimová
Sarah Geronimová (nepřechýleně Geronimo; * 25. července 1988, Manila) je filipínská zpěvačka a herečka. Získala cenu pro nejprodávanějšího filipínského interpreta roku 2014.
Pochází z manilské čtvrti Santa Cruz, od dětství vystupovala v televizi. Účinkovala také v programu k návštěvě papeže Jana Pavla II. na Filipínách v roce 1995. V roce 2002 vyhrála pěveckou soutěž Star for a Night. O rok později vydala své první album, které bylo sedmkrát vyhlášeno jako platinová deska. V roce 2004 zpívala filipínskou hymnu při inauguraci prezidentky Glorie Macapagal-Arroyové. Získala rekordních devatenáct cen MYX Music Awards. Hrála také hlavní roli v romantické komedii It Takes a Man and a Woman, která byla nejnavštěvovanějším filipínským filmem roku 2013. Působí také jako porotkyně soutěže The Voice of the Philippines. Americký časopis YES! Magazine ji vyhlásil nejatraktivnější celebritou roku 2014.

## Diskografie
- Popstar: A Dream Come True (2003)
- Sweet Sixteen (2004)
- Becoming (2006)
- Taking Flight (2007)
- Just Me (2008)
- Your Christmas Girl (2009)
- Music and Me (2009)
- One Heart (2009)
- Pure OPM Classics (2012)
- Expressions (2013)

## Filmografie
- A Very Special Love (2008)
- You Changed My Life (2009)
- It Takes a Man and a Woman (2013)